# Rugby à XV en Nouvelle-Zélande
Le rugby à XV est le sport le plus populaire de Nouvelle-Zélande, il attire principalement les meilleurs sportifs "blancs" du pays (les Maoris pratiquent plutôt le rugby à 13) et aussi ceux des îles voisines de l'Océanie.
Cinq franchises néo-zélandaises (Blues, Crusaders, Highlanders, Chiefs, Hurricanes) participent au Super 15, qui est une compétition internationale provinciale. Le NPC (National Provincial Championship, c'est-à-dire le Championnat National des Provinces) a longtemps été la compétition phare des clubs en Nouvelle-Zélande, elle se situe maintenant au niveau au-dessous du Super 15, elle a été réorganisée en 2006.
La Fédération néo-zélandaise de rugby à XV, la New Zealand Rugby Union (NZRU), a la charge d'organiser et de développer le rugby à XV en Nouvelle-Zélande. Elle gère l'équipe de Nouvelle-Zélande de rugby à XV.
Les All Blacks disputent chaque année le Tri-nations puis le Rugby Championship, contre les équipes d'Afrique du Sud, d'Australie, et d'Argentine. Ils effectuent aussi régulièrement des tournées pour se confronter aux équipes européennes et rencontrent ces équipes tous les quatre ans lors de la coupe du monde de rugby à XV. La sélection néo-zélandaise a remporté la première édition en 1987.

## Historique

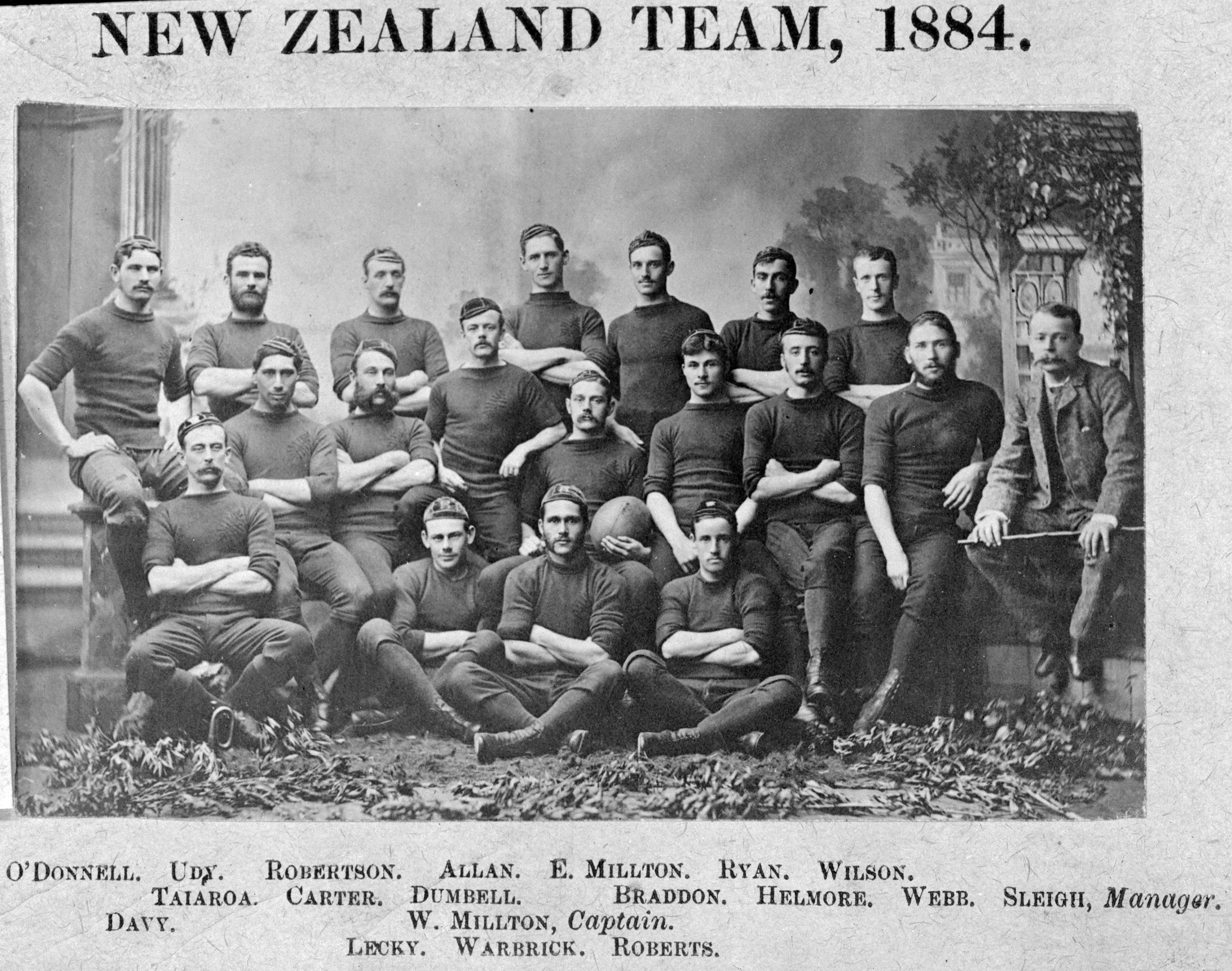
L'équipe néo-zélandaise de 1884

Le rugby est introduit en Nouvelle-Zélande par Charles John Monro à la fin des années 1860. Monro a découvert le rugby pendant ses études au Christ’s College Finchley, en Angleterre. Le premier match de rugby en Nouvelle-Zélande se déroule le 12 septembre 1870, il oppose les équipes de Nelson et de Wellington dans la ville de Petone. La première fédération néo-zélandaise, la Canterbury Rugby Football Union, est créée en 1879.
Les équipes de clubs néo-zélandais disputent leurs premiers matchs internationaux en 1882 à l’occasion de la tournée en Nouvelle-Zélande de l’équipe australienne de la Southern Rugby Union (l’actuelle New South Wales Rugby Union). L’équipe visiteuse joue contre des clubs d’Auckland à deux reprises, puis deux fois contre Wellington et une fois contre Canterbury, Otago & West Coast et North Island.

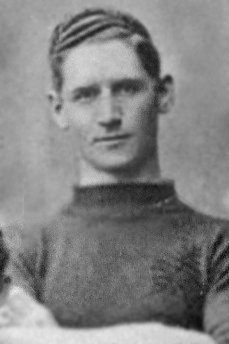
James Allan, joueur All Black no 1 en 1884

Les Australiens remportent quatre matchs et perdent trois fois. En 1884, une équipe de Nouvelle-Zélande fait pour la première fois une tournée à l’étranger, en Nouvelle-Galles du Sud, elle joue huit matchs et les remporte tous.
La première tournée d’une équipe britannique en Nouvelle-Zélande a lieu en 1888, les Lions britanniques jouent en Australie et en Nouvelle-Zélande. Cette tournée des Lions est organisée par deux joueurs de cricket, Arthur Shrewsbury et Alfred Shaw, qui recrutent principalement des joueurs du Nord de l’Angleterre et de l’Écosse. Cette tournée n’a pas le soutien de la fédération anglaise car l’organisation de la tournée est faite par des entrepreneurs privés, en contradiction avec la règle d’amateurisme imposée par la fédération anglaise, et de ce fait aucun test n’est disputé.

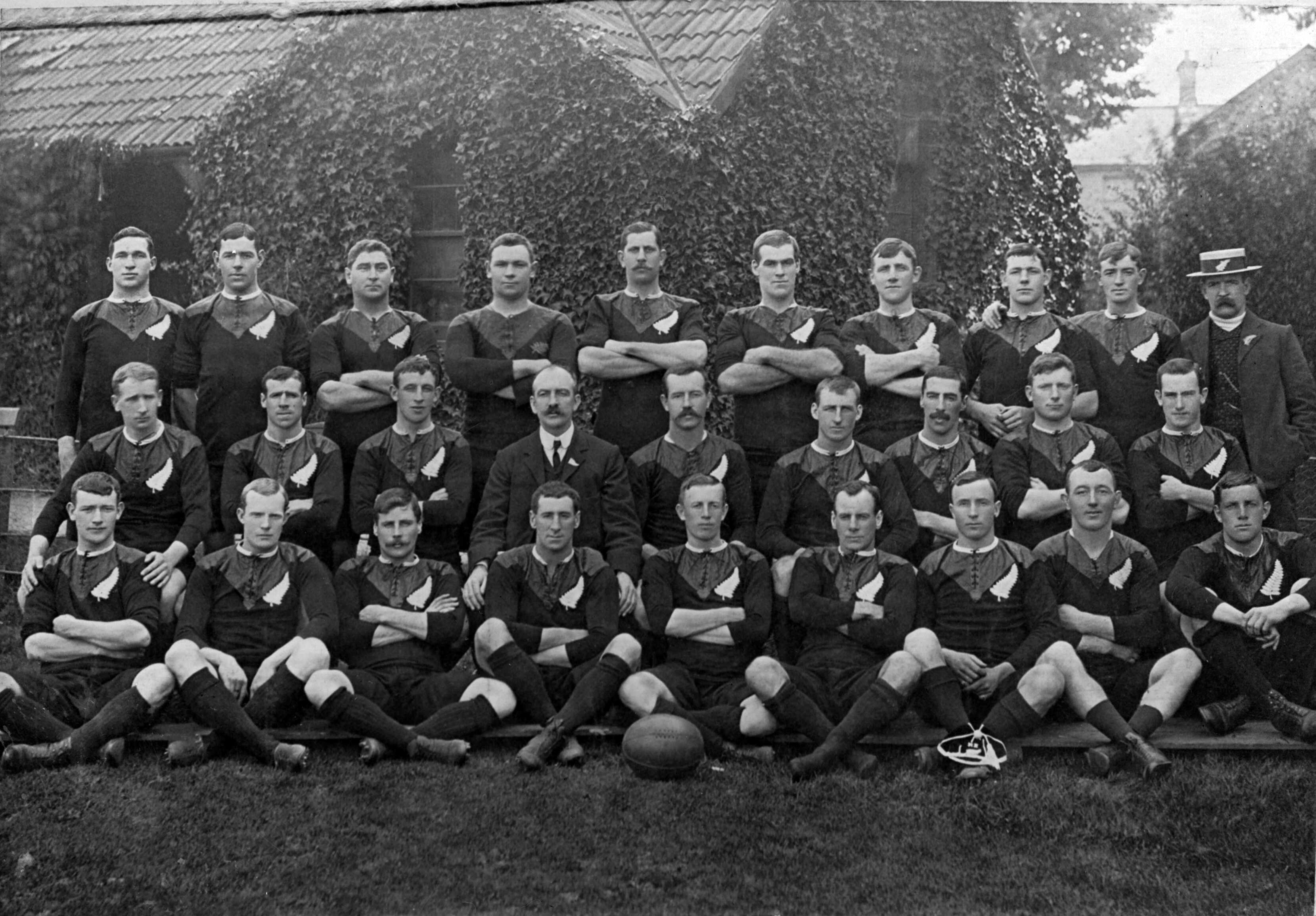
Les Originals, premiers All Blacks.

La New Zealand Rugby Football Union (NZRU) est formée en 1892, avec l’absence significative de représentants de Canterbury, Otago et Southland qui n’acceptent pas le point du règlement qui exige que les membres doivent résider à Wellington pour faire partie de la NZRU. L’unification au sein de la NZRU est réalisée dans les trois ans qui suivent.
Le premier match officiel de la Nouvelle-Zélande a lieu en Nouvelle Galles du Sud (New South Wales) en juin 1893. Son premier match international à domicile a lieu en 1894, la Nouvelle-Zélande perd ce match par 8-6 contre New South Wales (voir aussi Décompte des points au rugby à XV).
Le premier test match joué par la Nouvelle-Zélande se déroule le 15 août 1903 contre l’équipe d’Australie au Sydney Cricket Ground, les Néo-Zélandais l’emportent par 22-3.

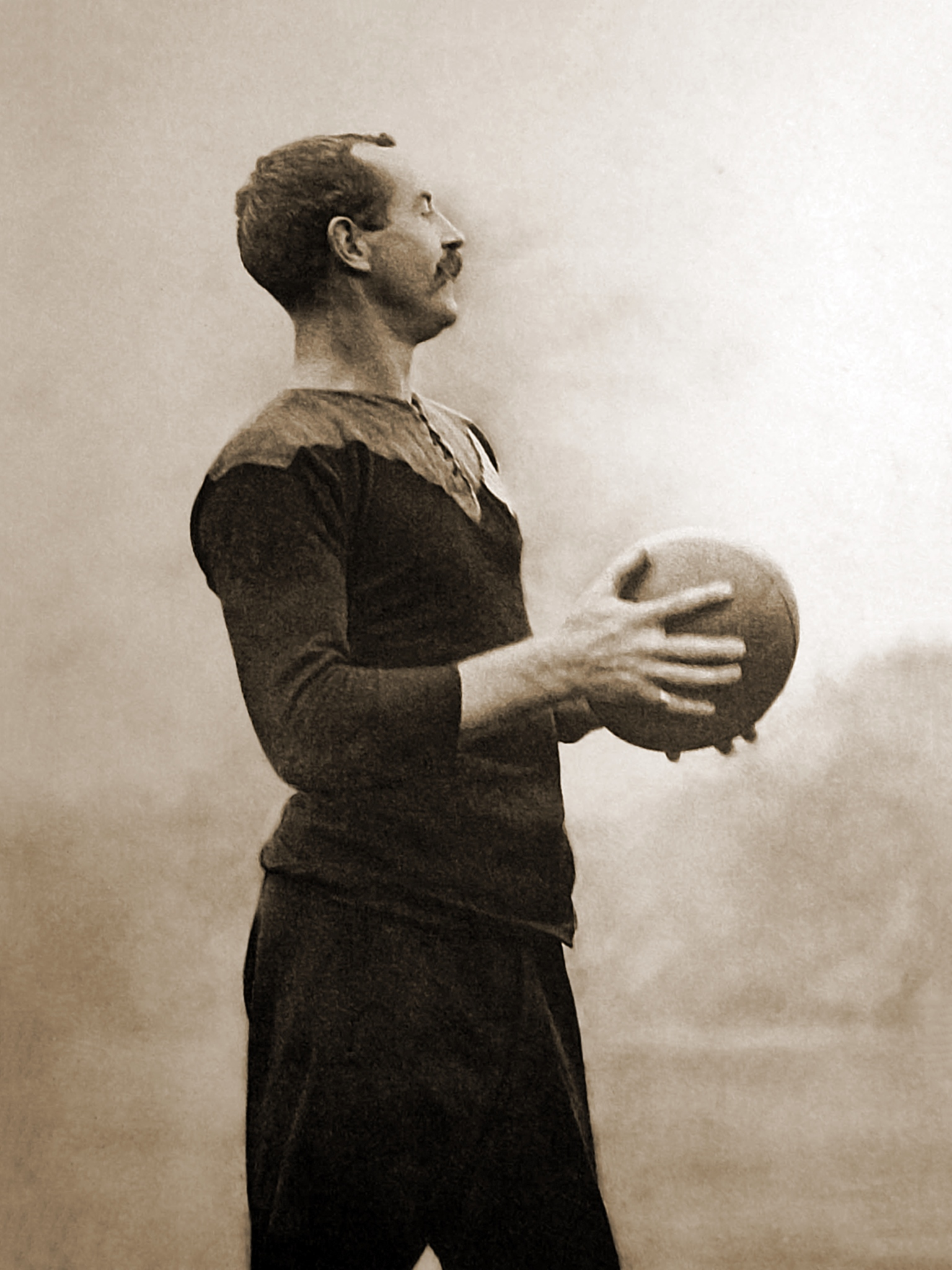
Dave Gallaher en 1905

Une équipe représentant la Nouvelle-Zélande fait une tournée en Grande-Bretagne en 1905, elle est appelée les Originals. Le terme All Blacks est utilisé pour la première fois à cette occasion, à la suite de ce qui aurait été une erreur d'imprimerie! Un journaliste du Daily Mail se serait exclamé "They are all backs"! (ils sont tous des arrières!) pour souligner la qualité du jeu à la main des avants, et le résultat aurait donné "They are all blacks" (ils sont tous noirs) dans les pages du journal. Toutefois, il semblerait qu’aucun journal anglais de la période 1905-1906 ne contienne une telle erreur typographique, et cette théorie est aujourd’hui généralement rejetée. La tournée est un succès pour les Originals qui ne perdent qu’une fois contre le Pays de Galles à Cardiff, par 3-0. La victoire des Gallois est contestée en Nouvelle-Zélande, un essai néo-zélandais qui a été refusé aurait conduit à un match nul 3-3.
C'est également lors de cette tournée que l'équipe de Nouvelle-Zélande affronte la France et la domine 38-8 pour ce qui sera le premier match officiel de l'équipe de France de rugby à XV, le 1er janvier 1906 dans l'ancien Parc des Princes, devant 3 000 spectateurs.
Le premier test match contre les Lions britanniques a lieu en 1908, les Lions étaient alors appelés les Anglo-Welsh car l’équipe était composée uniquement de joueurs anglais ou gallois. Les All Blacks remportent les deux test matchs.
La rivalité entre les All Blacks et l’équipe d’Afrique du Sud (les Springboks) commence en 1921 à l’occasion d’une tournée des Springboks en Nouvelle-Zélande. Cette première confrontation se conclut sur une égalité entre les deux équipes (une victoire, une défaite et un match nul). La rivalité entre All Blacks et Springboks se poursuit aujourd’hui avec les trois rencontres annuelles du Tri-nations.
Le rugby se professionnalise en 1995. Les trois nations principales de l’hémisphère Sud dans le domaine du rugby se regroupent et forment SANZAR qui est chargé de vendre les droits de diffusion télévisuelle du Super 12 et du Tri-nations.
Les All Blacks remportent le premier Tri-nations en 1996, ce fut aussi l’occasion pour les All Blacks de gagner leur première série de test matchs en Afrique du Sud, sous la conduite de leur entraîneur John Hart et de leur capitaine Sean Fitzpatrick. Ils remportent à nouveau le Tri-nations en 1997, 1999, 2002 et 2003, mais leurs résultats sont en dents de scie car ils terminent derniers en 1998 et échouent à deux reprises face aux Australiens en 2000 et 2001.
Forts de nombreux succès contre les Springboks et les Wallabies, les All Blacks sont souvent favoris de la coupe du monde de rugby à XV. Et elle leur échappe régulièrement depuis la première édition en 1987.

## Institutions dirigeantes

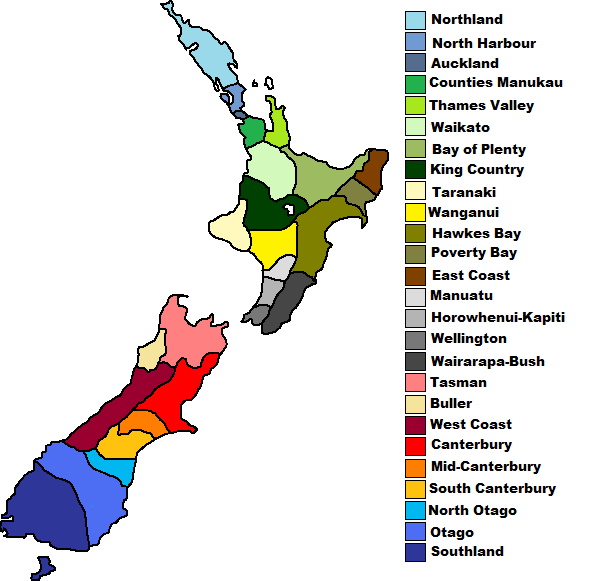
Carte des fédérations provinciales de rugby à XV de la Nouvelle-Zélande.

La fédération néo-zélandaise de rugby à XV, ou New Zealand Rugby Football Union (NZRFU ou NZRU), est l'institution chargée de gérer le rugby à XV en Nouvelle-Zélande. Fondée en 1892, elle appartient à l'International Rugby Board (IRB) depuis 1949.
La NZRU dirige les équipes nationales néo-zélandaises, et chapeaute les compétitions de clubs (595 lui sont affiliés) chez les hommes, les femmes et les jeunes (environ 135 000 licenciés et 2 300 arbitres).

## Popularité
Contrairement à leurs voisins australiens ou aux pays concernés par le Tournoi des Six Nations, le rugby à XV est le sport le plus populaire en Nouvelle-Zélande, celui qui est pratiqué de préférence par les sportifs "blancs" les plus talentueux et celui qui attire le plus de spectateurs, le rugby à 13 attirant plutôt les Maoris et la classe ouvrière du pays. Depuis les premiers succès de l’équipe néo-zélandaise à la fin des années 1880, le rugby à XV a permis à la Nouvelle-Zélande d’être mieux connue sur le plan international et, avec les succès des All Blacks au début des années 1900, d’être reconnue comme une grande nation de sport. Depuis maintenant près de cent ans les Néo-Zélandais sont fiers à juste titre des performances de leur équipe de rugby à XV, les All Blacks sont connus dans le monde entier, même par des non spécialistes du rugby, et ils sont généralement désignés chaque année comme les meilleurs joueurs de rugby au monde.
La Nouvelle-Zélande a compté des succès sportifs dans des domaines autres que le rugby à XV, comme en athlétisme avec des coureurs comme Peter Snell ou en yachting grâce à ses victoires dans la Coupe de l’America en 1995 et 2000, mais c’est de loin le rugby à XV qui lui a procuré le plus grand nombre de succès et une plus grande visibilité dans le monde. Le rugby à XV étant resté un sport amateur jusqu’en 1995, les joueurs n’ont pas pu bénéficier pendant longtemps de leurs performances et valoriser leur talent en Nouvelle-Zélande ou à l’étranger. Cette situation a changé avec l’avènement du professionnalisme en 1995, de nombreux joueurs néo-zélandais se sont expatriés en Europe ou au Japon pour avoir des contrats plus lucratifs que dans leur pays. Plusieurs joueurs All Blacks renommés sont venus jouer en Angleterre, en France, en Irlande, au Pays de Galles ou en Italie. C’est le cas par exemple de Zinzan Brooke (Angleterre), Christian Cullen (Irlande et France), John Kirwan (Italie et Japon), Jonah Lomu (Pays de Galles), Justin Marshall (Angleterre), Andrew Mehrtens (Angleterre) et Tana Umaga (Toulon-France).
À l’inverse, la possibilité pour les meilleurs joueurs des îles voisines du Pacifique d’effectuer une carrière de joueur bien rémunérée en Nouvelle-Zélande a attiré de nombreux joueurs d’origine samoane, fidjienne ou tongienne vers les clubs ou franchises néo-zélandaises, et par suite, cela a donné la possibilité aux All Blacks de se renforcer en puisant largement dans ce vivier. Parmi les joueurs les plus célèbres qui sont venus renforcer les All Blacks, on peut citer le Samoan Tana Umaga et Sitiveni Sivivatu qui est d’origine fidjienne. Cette perte de très bons joueurs, qui ont fait le choix de défendre les couleurs des All Blacks, est un problème difficile à résoudre pour les îles du Pacifique qui ne peuvent pas aligner leur meilleure équipe lors des grandes compétitions internationales comme la coupe du monde. Pour espérer arrêter ou limiter cette perte de bons joueurs vers la Nouvelle-Zélande, deux franchises sont engagées en  Super Rugby, les Fijian Drua et les Moana Pasifika. SI la première est une franchise soutenue par la fédération fidjienne la seconde, rattaché à la fédération néo-zélandaise est conçu pour représenter les nations du pacifique. Basé à Auckland elle permet de faire joué la diaspora.

## Compétitions de clubs

### Franchises en Super Rugby

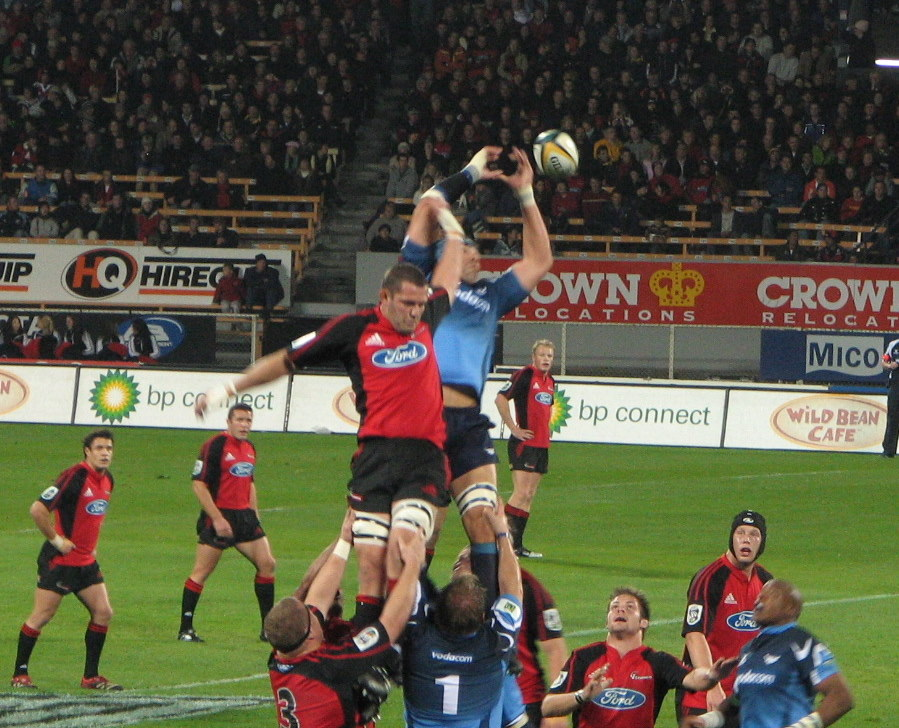
Les Crusaders, en rouge et noir, équipe-phare du Super 14.

Le Super 15 est une compétition internationale de rugby à XV qui oppose des équipes d'Afrique du Sud, d'Australie et de Nouvelle-Zélande. Elle a été modifiée en 2006 et nommée ainsi lorsque deux nouvelles équipes ont rejoint les douze qui disputent depuis 1996 le Super 12. La Nouvelle-Zélande dispose de cinq équipes dans la compétition : les Blues, les Crusaders, les Highlanders, les Chiefs et les Hurricanes.

### Compétitions des provinces

#### National Provincial Championship (1976-2005)
Créé en 1976, la compétition est composée de deux puis trois divisions avec un système de promotion relégation. Vingt-sept équipes disputent ainsi le championnat.

#### Réforme de 2006
En 2006, la fédération néo-zélandaise procède à une réforme de la compétition, créant ainsi deux divisions fermées bien distincts l'une de l'autre :
- Air New Zealand Cup (puis ITM Cup et Mitre 10 Cup) : division professionnelle composée de deux divisions de sept équipes chacune avec un système de promotion-relégation :
  - Premiership : le plus haut niveau provincial
  - Championship.
- Heartland Championship : division amateur composé de douze équipes.

#### Ranfurly Shield
Le Ranfurly Shield est un des trophées les plus prestigieux du rugby néo-zélandais. Disputé depuis 1904 par les provinces, le trophée est toujours ouvert à celles-ci, qu'elles participent à la Mitre 10 Cup ou au Heartland Championship. Pour acquérir le trophée, il faut battre l'équipe qui détient le trophée à la suite d'un défi entre les deux équipes.

### Clubs
L'échelon le plus bas du rugby néo-zélandais est formé de clubs amateurs disputant des compétitions régionales.

## Équipes nationales

### LesAll Blacks

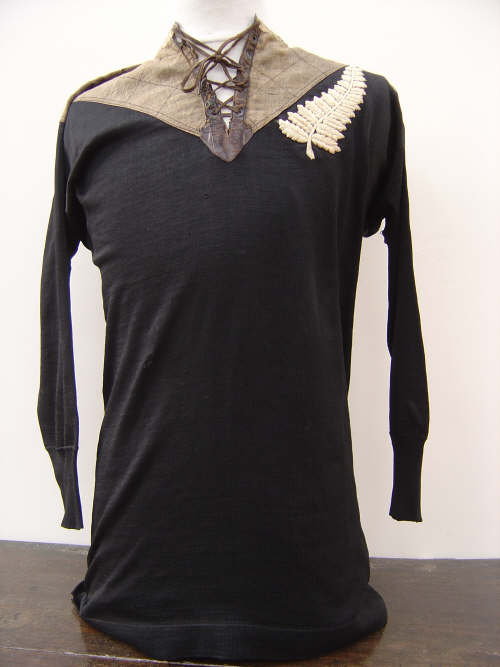
La tenue des All Blacks de 1905.

Surnommée les All Blacks, l'équipe nationale fait partie de la première division du classement de l'IRB. Au 18 août 2008, elle est première au classement des équipes nationales de rugby.
L'équipe de Nouvelle-Zélande, dispute chaque année le Tri-nations contre les équipes d'Australie et d'Afrique du Sud, elle effectue aussi régulièrement des tournées pour se confronter aux équipes européennes et rencontre ces équipes tous les quatre ans lors de coupe du monde de rugby à XV.
Les All Blacks sont régulièrement favoris pour remporter la coupe du monde de rugby mais ils n'ont gagné cette épreuve qu'en 1987 et en 2011, face au XV de France, mais également en 2015. Ils ont cependant un palmarès inégalé dans le rugby à XV avec un fort pourcentage de victoires en test matchs, leur premier succès est acquis dès 1903 contre l'équipe d'Australie. Ils sont aussi connus pour leur tenue tout en noir et leur chant de guerre, le fameux Haka, qu'ils interprètent avant chaque test match pour impressionner l'adversaire.

### LesBlack Ferns
Surnommée les Black Ferns ou Fougères Noires, est l'équipe de Nouvelle-Zélande féminine de rugby à XV. L'origine du nom vient de l'utilisation de deux symboles, le maillot noir et la fougère que l'on retrouve dans le sport en Nouvelle-Zélande. Par exemple, l'équipe des All Blacks est la célèbre équipe de Nouvelle-Zélande de rugby à XV masculin, tandis que les Silver Ferns sont l'équipe de Nouvelle-Zélande de netball.
Les Black Ferns sont les Championnes du monde en titre. Elles sont devenues championnes du monde en 1998 aux Pays-Bas, la première Coupe du monde reconnue par l'IRB, et elles ont ensuite conservé leur titre en 2002 en Espagne et en 2006 à Edmonton dans l'Alberta au Canada.

### Les Māori
L'équipe des Māori de Nouvelle-Zélande est une équipe de rugby à XV qui joue habituellement contre des équipes nationales qui sont en tournée en Nouvelle-Zélande. Elle participe aussi à la Churchill Cup de rugby à XV mais n'a pas le droit de disputer d'autres compétitions où elle serait en concurrence avec l'équipe de Nouvelle-Zélande. Pour faire partie de cette équipe un joueur doit être d'origine Māori.

### Le rugby à sept masculin
L'équipe de Nouvelle-Zélande de rugby à sept est l'équipe qui représente la Nouvelle-Zélande dans les principales compétitions internationales de rugby à sept au sein de l'IRB Sevens World Series, de la Coupe du monde de rugby à sept, des Jeux du Commonwealth et des Jeux olympiques.
Les néo-zélandais domine le palmarès des World Rugby Sevens Series, compétition la plus importante en rugby à sept.
Bien que comprenant des membres intégralement consacré au rugby à sept (tel que DJ Forbes ou encore Tim Mikkelson), une partie de l'équipe est utilisé comme formatrice pour les jeunes espoirs néo-zélandais pour le rugby à XV.

### Le rugby à sept féminin
L'équipe féminine de rugby à sept dispute également la coupe du monde, les World Rugby Sevens Series, les Jeux olympiques et à partir de 2018, aux Jeux du Commonwealth.
Comme leurs homologues masculins, les néo-zélandaise domine le palmarès des World Rugby Women's Sevens Series.

### LesBaby Blacks
L'équipe de Nouvelle-Zélande de rugby à XV des moins de 20 ans, dont les membres sont parfois surnommés les Baby Blacks, participe annuellement au championnat du monde junior. Cette équipe permet aux jeunes néo-zélandais d'acquérir de l'expérience en jouant contre les meilleurs joueurs du monde de leur âge.

Les néo-zélandais dominent le palmarès mondial de la compétition.

### Les stades des All Blacks
Contrairement aux autres équipes nationales, les All Blacks n’ont pas de stade privilégié pour les rencontres à domicile. Ils jouent dans la plupart des grands stades de Nouvelle-Zélande, ce qui permet à la fédération néo-zélandaise de ne pas privilégier une province par rapport aux autres.
En 2005 et 2006, les All Blacks ont ainsi joué aux Eden Park (Auckland), North Harbour Stadium (Albany, près d'Auckland), Westpac Stadium (Wellington), AMI Stadium (Christchurch), Waikato Stadium (Hamilton) et Carisbrook (Dunedin).
Les All Blacks jouent habituellement dans les villes pré-citées, cependant en 1996 ils ont aussi joué au McLean Park de Napier.

## Aspects sociaux, spécificités

### «All Blacks»: pourquoi?

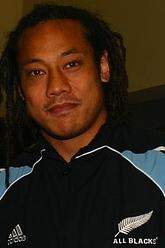
Tana Umaga.

Selon Bill Wallace, un joueur vedette de la tournée 1905-06 interviewé en 1955, les Néo-Zélandais sont surnommés All Blacks depuis qu’un journaliste britannique du Daily Mail, rédigeant un article à l’occasion de leur première tournée européenne, les qualifia de all backs (tous arrières ou tous trois-quarts) en hommage au jeu de mouvement de leurs avants. Pour le match suivant contre l’équipe de Somerset, c’est All Blacks qui aurait été écrit dans un journal à la suite d’une erreur typographique et le nom se serait propagé parmi les lecteurs du journal et les spectateurs. Pourtant, il semblerait qu’aucun journal anglais de la période 1905-1906 ne contienne une telle erreur typographique, et cette théorie est aujourd’hui généralement rejetée.
L’expression est en fait apparue pour la première fois dans le compte-rendu d’un match de 1905 contre Hartlepool publié dans le Northern Daily Mail, repris par la suite dans l’édition nationale du Daily Mail. L’auteur de l’article est vraisemblablement J. A. Buttery, chroniqueur rugby du Daily Mail sur cette tournée, qui l’a utilisée en référence à la couleur de la tenue des joueurs.
Selon Marie-Christine Garcia, journaliste sportive, les All Blacks sont habillés ainsi tout simplement parce qu'ils portent le deuil de leurs adversaires.
Le nom All Blacks, symbolique de l’équipe, est aujourd’hui une marque déposée et est à ce point confondu à l’équipe qu’elle est la seule équipe de rugby à jouer avec des maillots de la même couleur à domicile et à l’extérieur, à l'exception de quelques rencontres de Coupe du Monde - en blanc contre l'Écosse en 1995, en gris, toujours contre l'Écosse et contre la France en 2007.

### Le haka

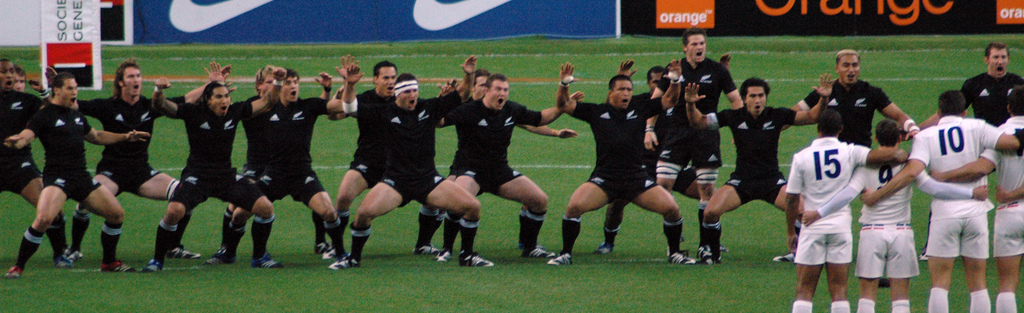
Les All Blacks faisant le haka en novembre 2006

Les All Blacks sont surtout connus par leurs tenues en noir (destinées à porter le deuil de leur adversaire), par la renommée de quelques joueurs tels que Jonah Lomu mais aussi par leur chant de guerre: le haka. Avant le début de chaque rencontre, chaque équipe de sport polynésienne ou mélanésienne, dont les Néo-Zélandais (qui sont polynésiens), pratique une danse appelée le haka. Il y a traditionnellement plusieurs types de haka, selon qu’il s’agit d’une cérémonie de salut ou de départ à la guerre. Dans le contexte sportif, le haka permet surtout aux joueurs de se motiver, et de tenter d’impressionner ou de perturber l’adversaire. Depuis la Coupe du monde 1987, le haka, qui n’était pratiqué que pour les matchs à l’extérieur, est aussi exécuté à domicile. Le haka le plus connu et le plus utilisé des All Blacks est le Ka mate.
Tana Umaga a conduit le Kapa o Pango, un haka d’un genre nouveau très impressionnant et guerrier, lors des matchs contre l’Afrique du Sud le samedi 27 août 2005 à Dunedin et l’Angleterre le samedi 19 novembre 2005 à Twickenham. Une polémique est née à cause du caractère agressif de ce haka, en particulier du geste final qui simule un égorgement. Malgré cela il est encore pratiqué, notamment le 8 juillet 2006 contre les Australiens en ouverture du tournoi des Tri-nations.

## Évenement

### Coupe du monde de rugby à XV
La Nouvelle-Zélande accueil deux fois la compétition la plus importante du rugby à XV, la coupe du monde, en 1987 et 2011. Les deux compétitions sont remportées par les All Blacks, les deux fois face à la France à l'Eden Park d'Auckland.

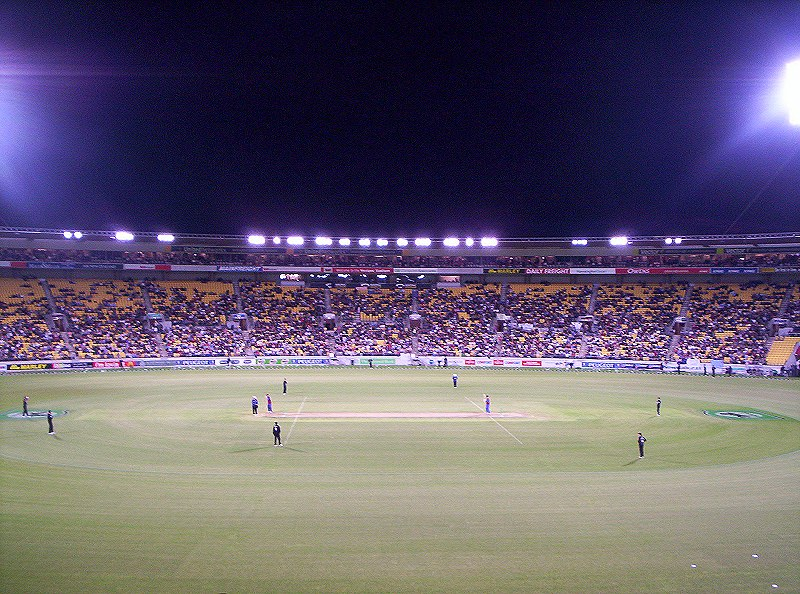
Westpac Stadium de Wellington

### Tournoi de rugby à sept
Depuis la création des World Rugby Sevens Series en 1999, la Nouvelle-Zélande accueil annuellement une étape du circuit mondial. La compétition se déroule au Westpac Stadium de Wellington et est réputé pour son ambiance.

## Couverture télévisuelle et revenus
La création du SANZAR et la notoriété acquise par le Tri-nations et le Super 14 a attiré plus de sponsors dans le rugby, ce qui a profité aux meilleurs joueurs qui ont pu avoir de meilleurs contrats aussi en Nouvelle-Zélande. Le contrat actuel qui lie pour cinq ans SANZAR et une grande chaîne de télévision pour la retransmission des matchs est de 323 millions de dollars US pour cinq ans.
Les matchs du Tri-nations et du Super 14 sont retransmis dans le monde entier, ce qui représente des gains financiers intéressants pour les clubs et la fédération néo-zélandaise. Les All Blacks disputent chaque année quatre matches du Tri-nations, auxquels il faut ajouter des test matchs contre des équipes européennes et tous les quatre ans les matchs de la coupe du monde. Les clubs ou provinces disputent des compétitions nationales et cinq franchises de Nouvelle-Zélande participent chaque année au Super 14 qui met aux prises des équipes de Nouvelle-Zélande, d’Australie et d’Afrique du Sud.
Les droits de retransmission télévisuelle du Tri-nations et du Super 14, et la visualisation de marques sur les panneaux publicitaires dans les stades représentent des sources de revenu importantes pour l’économie néo-zélandaise, on peut ajouter aussi la vente de maillots All Blacks, l’un des maillots de sport les plus connus au monde.

### Vidéographie
- Les coulisses de l’exploit : Les All Blacks, ORTF, 15 janvier 1964.
- Les coulisses de l’exploit 73 : Les All Blacks arrivent, ORTF, 20 décembre 1967.
- « Portrait de Lomu », Journal de 20 heures, France 2, 29 octobre 1999.